# ArtEZ Conservatorium

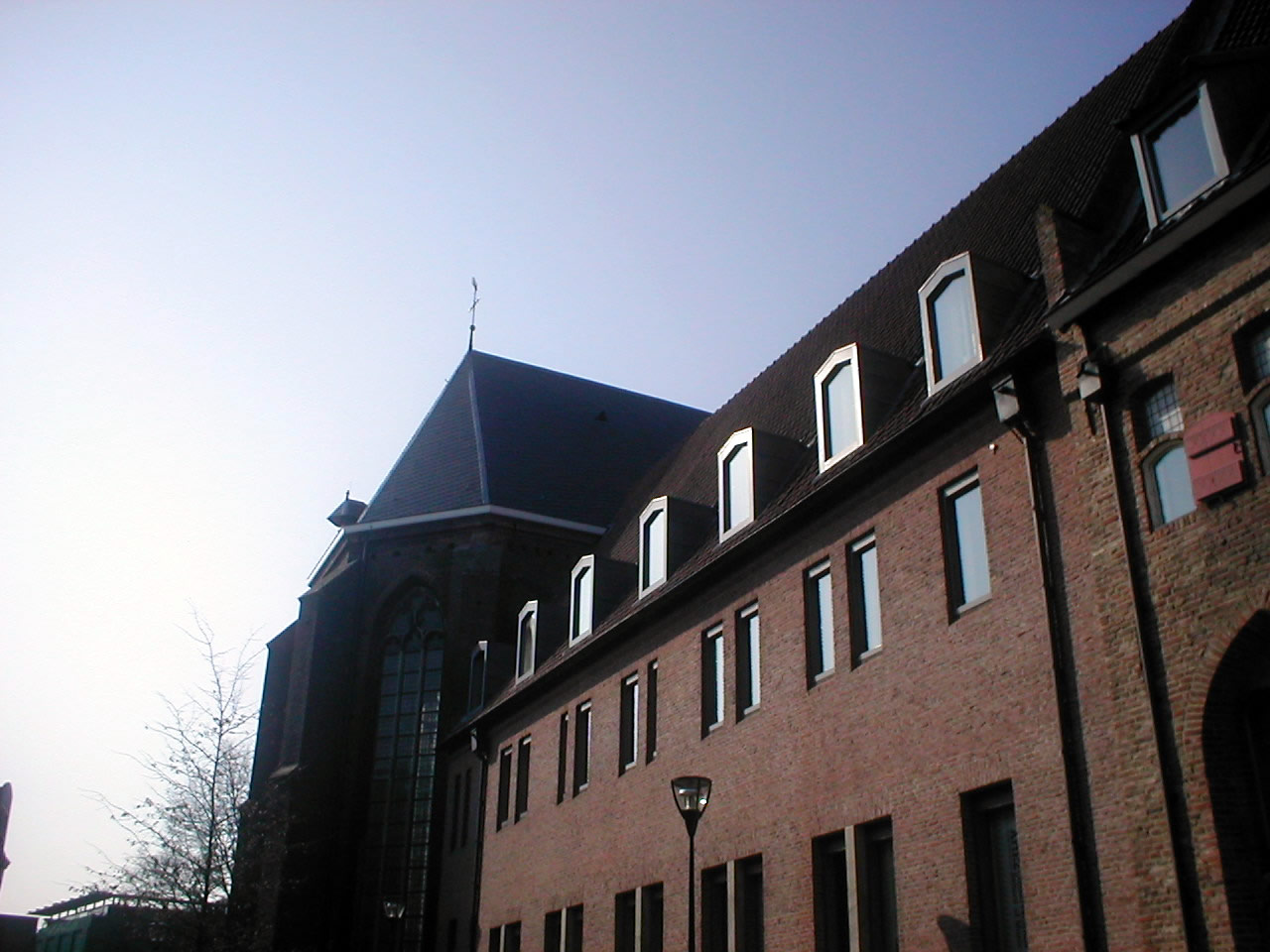
Artez Conservatorium, Abteilung Zwolle

Das ArtEZ Conservatorium ist eines der neun Konservatorien in den Niederlanden und ist eine Teilschule der ArtEZ in Zwolle, Arnhem und Enschede. Das Institut entstand 2002 nach der Fusion des Twentsch Conservatorium in Enschede und der Konservatorien von Zwolle und Arnhem.
Neben Studien der klassischen Musik und der Unterhaltungsmusik gibt es auch Studiengänge in Popmusik, Medienmusik, Musiktheater, Musiktherapie und Musikpädagogik.